# Grange Huguenet
La Grange Huguenet est une grange située à Besançon (Doubs) ayant servi de résidence à de nombreuses personnalités.
Le bâtiment, le parc, le mur de clôture et les portails font l’objet d’une inscription au titre des monuments historiques depuis le 29 novembre 2000, en raison de la rareté des granges urbaines aussi complètes et en raison des aménagements apportés par l'architecte Delacroix.

## Histoire
La Grange Huguenet un édifice jadis destiné à la production agricole, transformée peu à peu en l'une des plus belles résidences de Franche-Comté, située dans le quartier de Montrapon-Fontaine-Écu. Au XVIIIe siècle, la Grange appartenait à Emmanuel Rochet, échevin de Besançon. À sa mort, les biens revinrent à sa veuve Jeannette Martin puis à ses neveux Claude Joseph Huguenet avocat et procureur du Roi ainsi qu'à Joseph Xavier Huguenet, médecin.
En 1790, la propriété et tout le domaine est racheté par Jean François Munier, négociant en vin à Battant. Les bâtiments de la Grange furent principalement consacrés aux activités vinicoles. En 1848, Alphonse Delacroix alors marié à Jenny Munier, s’installe dans le bâtiment. C'est lui qui donna à l'édifice son aspect actuel. La grange cessa alors d'être un centre d’activités agricoles et devint une belle résidence de campagne. Delacroix respecta les anciens massifs d’ifs et de charmilles, l’allée de noyers. Il remplaça cependant les arbres fruitiers par les mêmes espèces (paulownias, catalpas, séquoias, sophoras...) que celles utilisées lorsqu’il créa la promenade Micaud.
La grange est au centre d’un parc de 4,5 hectares, et le clos était jadis occupé par des jardins, des vergers et des vignes. Des coins repas furent créés avec tables, bancs et jeux de quilles. Le parc romantique actuel était né, établi sur un site élevé disposant d’un point de vue exceptionnel sur la ville de Besançon et ses environs. Le parc est classé parmi les sites et monuments naturels de caractère artistique, historique scientifique, légendaire et pittoresque depuis 1937, à la demande de Robert Demangel (archéologue et copropriétaire) pour le préserver des risques au niveau urbanisme.